# Las Mercedes Cieneguillo Norte
Las Mercedes Cieneguillo Norte es un caserío peruano ubicado en el distrito de Sullana, perteneciente a la provincia homónima del departamento de Piura, al norte del Perú. 

## Ubicación
Las Mercedes Cieneguillo Norte se ubica al oeste de la provincia de Sullana, en el distrito homónimo, en el departamento de Piura. 

## Demografía
En 2017 Las Mercedes Cieneguillo Norte tenía una población de 298 habitantes.